# Révolution industrielle en Suisse
La révolution industrielle en Suisse couvre l'histoire économique et sociale de la Suisse pendant le XIXe siècle.
La révolution industrielle commence dans les années 1760 en Grande-Bretagne, puis se répand dans le reste de l'Europe, touchant d'abord le nord de la France et la Belgique, ainsi que la Suisse, aux alentours de 1800-1820. S’ensuit une phase de consolidation et de diversification de l'industrie de 1820 jusqu’à 1850. C'est en copiant les machines anglaises que la révolution industrielle put commencer en Suisse tout d'abord dans la campagne, puis dans les villes. Par ailleurs, le libéralisme naissant favorise l'esprit d'entreprise.
La Suisse, pays montagneux, dépourvu de matières premières et de débouchés sur la mer, réussit à s'industrialiser en dépit de ses handicaps. La Suisse compense son manque de charbon en utilisant ses nombreux cours d'eau pour faire tourner ses machines. De plus, l'abondance de capitaux et une main d'œuvre artisanale abondante lui permettent d'investir dans l'industrie. À partir de 1880, manquant d'ouvriers, les industriels font appel à des travailleurs étrangers, provoquant la première vague d'immigration massive en Suisse.

## LeVerlagssystem
Le Verlagssystem est un moyen trouvé par les marchands-entrepreneurs des villes pour pouvoir faire travailler les paysans. Le Verlagssystem offre plusieurs avantages, car il utilise les populations des villages pour les faire travailler à domicile. Les marchands, notamment zurichois, apportent la matière première à l'automne et reviennent au printemps acheter la production textile hivernale réalisée par les familles paysannes. Grâce à ce système, les règles des corporations ne sont que partiellement appliquées et le nombre d’ouvriers n'est pas limité comme en ville. De plus, les salaires qui sont payés sont moins élevés et la production ne dépend que de la demande. À côté des artisans urbains, les paysans sont ainsi l'autre source des futurs ouvriers en usine.

## Concurrence avec la Grande-Bretagne
(mai 2009).
Si vous disposez d'ouvrages ou d'articles de référence ou si vous connaissez des sites web de qualité traitant du thème abordé ici, merci de compléter l'article en donnant les références utiles à sa vérifiabilité et en les liant à la section « Notes et références ».
Malgré ses désavantages (transport plus cher, absence de charbon, importation de matières premières, petitesse du marché intérieur) la Suisse réussit à concurrencer l'industrie textile anglaise. L’Angleterre s’étonna de voir un petit pays comme la Suisse réussir si bien ; le parlement britannique diligenta une enquête à ce sujet dans les années 1830[réf. nécessaire]. La présence d'une main d'œuvre abondante et peu payée, longtemps sans protection sociale, permet de compenser ces désavantages.
L'absence de matières premières a comme conséquence que l'industrie suisse ne se concentre pas dans un bassin houiller. Il n'y eut pas un développement urbain rapide et important, il y eut moins de concentration ouvrière. Les industries suisses eurent tendance à se disperser le long des rivières fournissant l'énergie hydraulique. Les villes restèrent relativement petites (même si leur population augmenta rapidement, mais rien de comparable à Manchester, par exemple). Les ouvriers suisses restèrent longtemps nettement moins payés qu'en Angleterre, mais leurs conditions de vie étaient meilleures et les prix et les loyers en Suisse restent longtemps plus modestes qu'en Angleterre.
L'absence de grosse concentration ouvrière ralentit certes la diffusion des idées socialistes, mais la Suisse ne reste pas à l'écart des débats intellectuels et politiques européens. Les horlogers du Jura sont adeptes de l'anarchisme prôné par Mikhaïl Bakounine, et depuis Alexandre Herzen, Genève est l'un des centres importants de l'intelligentsia russe en exil.

## Les différentes industries
L'industrialisation s’est faite dans le textile, les machines, l’horlogerie, l’alimentation et la chimie.
Cette époque fut une époque d’essais et de faillites. Les entreprises utilisant des machines modernes, grandissaient souvent aux dépens des petits artisans, qui eux ne produisaient pas à la chaine. Les gens délaissaient les artisans pour acheter chez les entreprises. Ainsi, les artisans peinaient à continuer leur travail.
Cependant, le blocus continental que Napoléon mis en place au début des années 1800 rendait impossible l'importation et le service des machines en provenance d'Angleterre. Ainsi, la Suisse n'avait pas de réel concurrent. Diverses fabriques à textiles en Suisse orientale commencèrent à construire elles-mêmes des machines comme par exemple en 1805 Escher, Wyss & Co. à Zurich, en 1810 Johann Jacob Rieter & Co. à Winterthour.
La concentration industrielle est surtout marquée dans le nord-est du pays.

### L'industrie artisanale
Parmi les différentes industries en Suisse, l’industrie du textile est dominante dès le début de la révolution industrielle. Mais avant la révolution et les premières machines, l'économie artisanale constitue déjà une base solide vers la fin du Moyen Âge avec la production du textile.
Pour les métiers à tresser, la paille constitue la matière première. Le travail de la paille connaît un essor important. En effet, les produits sont exportés partout dans le monde au XVIIIe siècle et dans la première moitié du XIXe siècle.
L'industrie horlogère également qui produisait environ 100 000 montres exportées par an, et pas uniquement des montres de luxe. Elle fabriquait également des chronomètres de marine. À l'époque, il n'y avait pas de machines assez perfectionnées pour faire des montres. Le travail se faisait donc à la main.
Le métier à tisser fait partie également de l’industrie du textile en Suisse. Mais, c’est en Suisse orientale que la production de textiles devient une industrie dominante. Un grand nombre d'ouvriers travaillent dans l’artisanat dans des conditions pénibles pour pouvoir gagner un revenu minimum que l’agriculture ne pouvait leur offrir à cette époque. Dès le XVIIIe siècle, le coton supplante les autres matières, comme le lin. Au cours de la première moitié du XIXe siècle, grâce à la mécanique qui apparaît, le travail du filage et le tissage est déplacé dans les fabriques.
Au début du XIXe siècle, la Suisse fait partie des premiers pays industrialisés avec la Belgique et le Nord de la France. L’industrie du textile s'améliore et on construit les premières machines pour la filature du coton ce qui augmente la production. De plus, le métier d'artisans attire beaucoup de personnes à la recherche d'un travail dans les campagnes. La production permet de vendre à une clientèle plus éloignée et étendue. D’ailleurs, un certain nombre de travailleurs délaissent leur travail dans l'agriculture, pour se consacrer pleinement à un métier d'artisan.

### L'industrie alimentaire
Dès le Moyen Âge, certains produits alimentaires suisses, notamment certains fromages, deviennent des produits d'exportation très appréciés.
Au XVIIIe siècle et dans la première moitié du XIXe siècle, plusieurs fabriques de chocolat sont apparues en Suisse. La plupart du temps, le chocolat était fabriqué artisanalement, mais quelques manufactures produisaient déjà à l'aide de machines. Le chocolat a été fabriqué en Suisse de manière artisanale au Tessin à partir de 1803. En 1819, François-Louis Cailler construisit sa première usine de chocolat. On inventa au milieu du XIXe siècle la soupe en sachet ou en cube qui était une véritable révolution. Le fondateur de Nestlé inventa le lait en poudre en 1866.
L’industrie du tabac est arrivée en Suisse au XIXe siècle. La production des cigares a connu un essor important dès les premières années, cependant il n’y avait qu’un certain nombre d’usine. Puis, vers la seconde moitié du XIXe siècle, l’industrie alimentaire s’est fait connaître au niveau mondial, notamment grâce au chocolat au lait.
Au XXIe siècle, l’industrie alimentaire a une grande importance dans secteur économique suisse, mais le marché reste toujours national.

### Les transports
La révolution industrielle en Suisse entraîne également quelques désavantages. En effet, même si l’artisanat urbain est une base solide et puissante pour la Suisse, l’accès aux transports n’est pas simple. Tout d’abord, la Suisse ne possède pas de matières premières et doit donc l'importer. Avant l’apparition des chemins de fer, le moyen de transport le moins cher est le bateau. La Suisse ne possédant pas de port, elle paie fortement plus cher le transport que les  pays avoisinants la mer (notamment la Grande-Bretagne)
Dès 1815, des routes sont construites à travers les Alpes, mais les transports se font uniquement en diligence, ce qui limite l’exportation et l’importation des marchandises. En 1823, le premier bateau à vapeur, le Guillaume Tell, navigue sur le lac Léman.
Au XXe siècle, le réseau ferroviaire étant très dense, la Suisse commence à construire des autoroutes. Des tunnels routiers sont également percés, par exemple, le Grand-Saint-Bernard. Au XXIe siècle, le pays continue à construire des tunnels routiers dans les Alpes et des lignes ferroviaires.

#### Chemin de fer
Les douanes intérieures empêchaient l'unification du domaine économiquement. Une nouvelle loi supprimait les tarifs intérieurs, surtout les péages sur les routes et les ponts. Ces impôts étaient une source de recette pour les cantons, car les impôts directs existaient encore à peine. En juin 1849, l'Assemblée fédérale vota la loi sur les douanes, les taxes indirectes furent donc supprimées, ce qui influença directement sur les déplacements entre cantons.
Plus tard[Quand ?] se posa la question des chemins de fer. Ils étaient déjà utilisés par d'autres pays afin d'aider les ouvriers dans les mines de charbon, mais pas encore comme véritable moyen de transport. L'idée de transporter des gens suscita de vives réactions : on prétendait que les chemins de fer allaient contribuer à la faillite des aubergistes et des négociants. Cependant, la Suisse était encore très en retard sur l'étranger, retard dû au manque de charbon indigène, combustible indispensable aux locomotives.
Deux camps opposés se formèrent. Les uns, comme Jacob Staempfli, conseiller d'État radical bernois, militaient pour que les chemins de fer soit dirigés par le gouvernement, les autres, menés par Alfred Escher, soutenaient la cause des entreprises privées.
La Suisse était plus fédéraliste : chaque canton était alors libre d’écrire sa propre législation ferroviaire et de financer des lignes ou d'offrir des concessions ferroviaires sans l'aval des autorités nationales. Cependant, cette division importante du territoire ne permettant pas une expansion contrôlée du réseau, la diète accepta la constitution de 1848, qui permit à la confédération d'ordonner à ses frais et d'encourager par des subsides les travaux publics qui intéressent la Suisse ou une partie considérable du pays. À cette fin, elle put ordonner l'expropriation moyennant indemnité. Grâce à cela, le conseil fédéral reçu en 1849 un mandat pour faire un plan de réseau général des chemins de fer suisse, dessiné par des experts, ainsi que l'autorisation d'octroyer des concessions lorsque la construction se feraient en mains privées. En juillet 1852, l'assemblée fédérale décida en faveur de la construction privée, bien que les conseils fédéral et national se fussent prononcé en faveur de la construction par l'État.
Depuis 1844, Bâle était reliée au réseau français par Saint-Louis. La première ligne ferroviaire suisse fut construite par la compagnie Nordbahn entre Zurich et Baden et fut inaugurée le 8 août 1847.

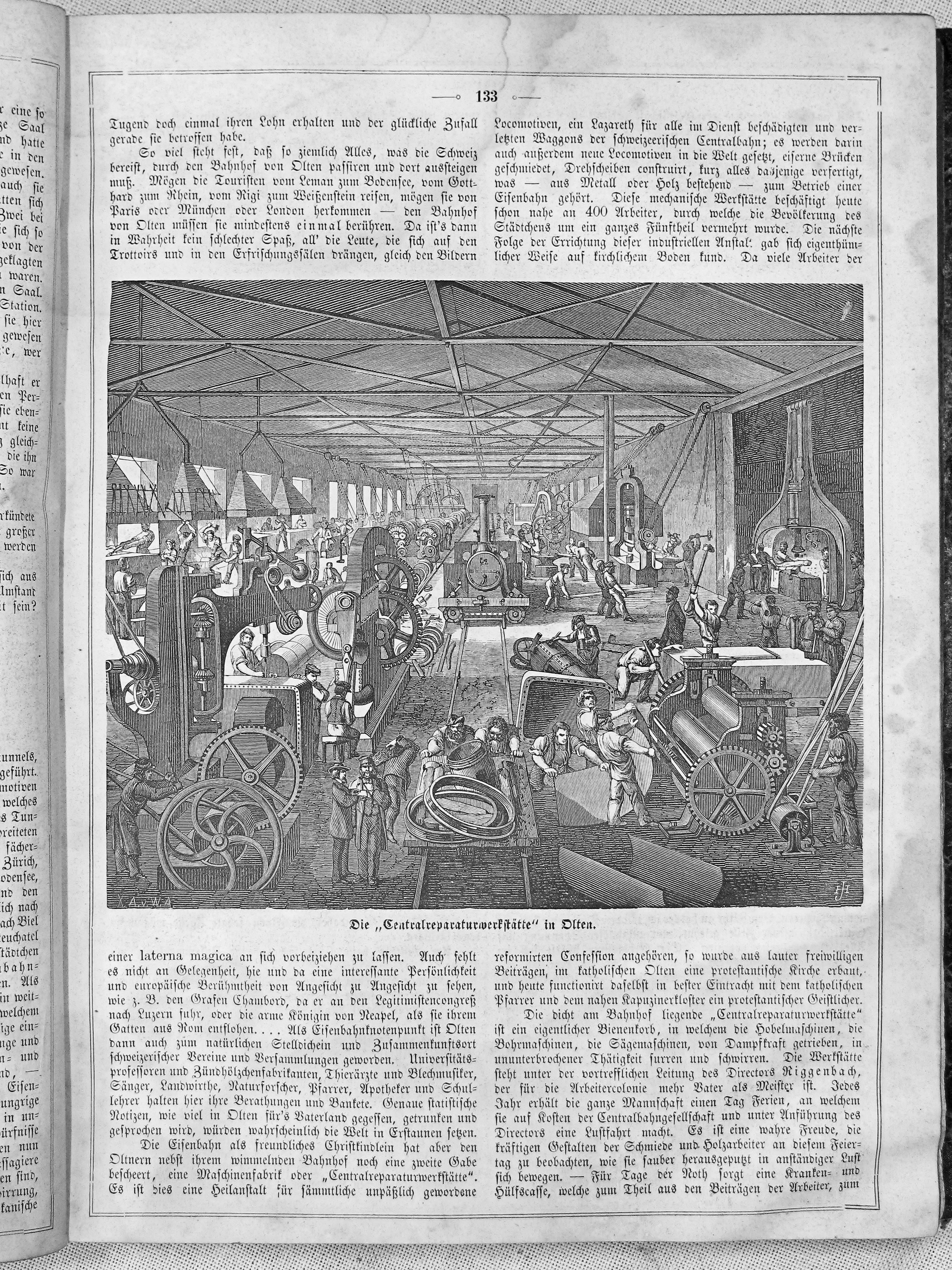
Atelier de réparation du chemin de fer à Olten, Die Gartenlaube, 1863.

C’est alors que commença réellement l’expansion des chemins de fer en Suisse, car les cantons n’étant pas régis par un plan d'ensemble national, les réseaux ferroviaires se développèrent alors de façon chaotique, indépendamment les uns des autres. En dix ans (1862), plus de 1 000 km de lignes furent ainsi construits. Trois sociétés s'en occupèrent, tout d'abord le Central suisse, reliant Bâle-Olten-Lucerne et Olten-Berne-Thoune, le chemin de fer du Nord-est  pour la ligne Aarau à Romanshorn, et celle du Sud-est pour la ligne lac de Constance-Coire-Sargans-Zurich. Une ligne reliant Langnau-Berne-Neuveville fut créée en 1861 grâce à la société Est-Ouest.
En 1864, une fusion de plusieurs entreprises permit la création de la société Jura-Simplon, prélude au percement du tunnel du Simplon. Ces compagnies connurent un grand succès : les lignes étaient extrêmement fréquentées. Vers la fin du siècle, la Suisse possède le réseau ferroviaire le plus dense du monde. Le retard des chemins de fer est rattrapé avec la construction du tunnel du Gothard. Le tunnel apporte beaucoup d’amélioration dans l’industrie des transports suisses, car il a une liaison directe avec le canton du Tessin.
Cependant, les diverses entreprises étaient concurrentes, les différents tronçons du réseau n'étaient pas reliés entre eux : les passagers devaient changer de gare en changeant de compagnie.
On accusa ensuite les « barons des chemins de fer » de ne pas tenir leurs promesses tout en faisant de bonnes affaires. Malgré les importants investissements financiers qui furent placés dans le commerce ferroviaire, la grande crise économique durant les années 1860 frappa aussi durement les lignes à profils difficiles, qui demandaient de plus grands moyens financiers que les lignes à profil normal. La crise eut pour effet de rapprocher les différentes compagnies ferroviaires. Il s'ensuivit un grand nombre de fusions pour échapper à la faillite. En 1863, on présenta un projet de nationalisation du réseau qui poussa les principales compagnies ferroviaires à fonder en 1867 la « Société pour l'exploitation des chemins de fer suisses », les trois plus grandes entreprises ferroviaires romandes fusionnèrent en 1873, pour fonder le « Chemin de fer de la Suisse occidentale ».
En 1898, on vota le rachat des entreprises de chemins de fer par le gouvernement, mettant fin à l’expansion désordonnée des réseaux privés, le chaos de leur liaisons et de leurs tarifs.

### L'agriculture
La révolution industrielle entraina un désintérêt pour l’agriculture, et la majorité des paysans se tournèrent vers les usines, d’où une urbanisation croissante. Au XXIe siècle, l’agriculture suisse ne rapporte guère, mais les agriculteurs développent l’élevage en croisant certaines espèces de vaches pour donner des vaches laitières.

## Les ouvriers
Les ouvriers travaillaient de plus en plus dans les entreprises, mais étaient aussi employés comme travailleurs à domicile jusqu’à la fin du XIXe siècle. Les premiers ouvriers en Suisse étaient, pour beaucoup, d’anciens fileurs manuels qui ne pouvaient plus trouver de travail à cause de la mécanisation du filage et du tissage.

### Les salaires
Beaucoup d'ouvriers reçoivent un salaire de misère qui leur permet à peine de survivre et de subvenir aux besoins de leur famille : les enfants travaillent et vivent dans des conditions qui détériorent leur santé. Des réformes sont réclamées.
Les familles étaient généralement nombreuses. Les ouvriers effectuent des heures supplémentaires, en plus de leurs longues journées et diminuent les dépenses. Les dépenses médicales ne sont pas incluses dans les calculs des dépenses. Un ouvrier célibataire gagne en 303 jours 1 060,50 francs suisses (soit 3,50 francs suisses par jour).[réf. nécessaire]

### L'habitat
Le nombre d’habitants explose dans les zones urbaines. Le prix des logements augmentent en raison de la loi de l'offre et de la demande. La demande est beaucoup plus élevée que l'offre, ce qui provoque une augmentation constante du prix du terrain et donc aussi du loyer. En 1894, les ouvriers utilisent environ, d'après l'avocat André Shnetzler, le quart de leur salaire pour se loger. En ville, les logements ne sont pas toujours en bon état. Beaucoup d’entre eux étaient humides, remplit de moisissures, sales, sans fenêtres. Les occupants ne pouvaient évidemment pas se plaindre, car ils se seraient retrouvés sans toit. Les loyers sont si élevés que certains ouvriers doivent se contenter de petits réduits insalubres, sans lumière et sans air. Le taux de mortalité est plus élevé dans les villes.
À partir du début du XXe siècle, la qualité des logements s’est améliorée grâce à un renouvellement de l'habitat. En effet, les logements sont en meilleurs états et plus modernes. Cependant, pour obtenir un meilleur logement, il faut payer encore plus cher. Les prix sont si élevés que pour payer la location l’ouvrier doit utiliser le tiers ou même la moitié de son revenu. Comme nous le voyons dans cette citation, les logements sont hors de prix en comparaison avec le revenu des ouvriers : « À Lausanne, un logement de trois pièces et cuisine qui convient pour une famille moyenne coûte 550 et 600 francs suisses par an ». Pour survivre avec son budget, l'ouvrier doit parfois sous-louer son logement.

### Les conditions de travail
Les conditions de travail des ouvriers suisses en matière de santé, de sécurité et d’hygiène sont en nettes améliorations depuis le début du XIXe siècle.
Mais les ouvriers continuent de travailler dans des conditions extrêmement dures.
En 1838, des hommes hors du sérail politique ont comme objectif, par le biais d’une société genevoise, d’améliorer les conditions de travail des ouvriers. Dans la cité de Calvin, le premier rassemblement de l'association AIT a lieu en 1866.
Vers 1868, le secteur de la construction du bâtiment est touché par plusieurs grèves de ses travailleurs, mécontents de leurs conditions de travail. Il en résulte la naissance de l'Union suisse du commerce et de l'industrie en 1870 . Toujours en 1870, le socialiste Hermann Greulich déclare dans un de ses articles que « seule la transformation du travail salarié en travail coopératif permettra d’éviter les inconvénients évidents que présentent les conditions actuelles du travail {…} Il est du devoir de l’État de protéger l’ouvrier ». Dès 1888, le mouvement socialiste prend forme, et ses idées seront à l’origine de l'introduction de la loi sur le travail. Le 21 octobre 1877, cette loi fédérale est acceptée par le peuple. Elle stipule des journées de 11 heures au maximum, et au plus 56 heures hebdomadaires, l'interdiction de travailler avant 14 ans révolus, la protection des ouvriers et le contrôle des entreprises. Les entrepreneurs s'y opposent violemment, comme le montre un article du Journal de Genève du 20 octobre 187?, qui tente de convaincre les Genevois de refuser cette loi. Les opposants avancent notamment que cette loi créera un manque de liberté pour les patrons, qu'elle divisera les ouvriers et leurs dirigeants. L’augmentation des coûts défavorisera les entreprises suisses face à la concurrence étrangère. Enfin, cette réglementation est contraire au « principe démocratique » du pays.
D’après Heinrich Wilhelm Clos, les ouvriers des fabriques travaillaient de 5 heures du matin à 8 heures du soir avec une heure de pause à midi. Dans les usines de constructions mécaniques, les fonderies, etc., les ouvriers commençaient à 5 heures du matin et finissaient à 7 heures du soir, ils avaient une pause d’une demi-heure matin, midi et soir. D’autres entreprises utilisaient des horaires similaires : 12 heures journalières, de 6 heures du matin jusqu'à 7 heures du soir avec une pause d’une heure à midi.
Le développement de l’industrie a en premier lieu prétérité les ouvriers. Cependant, avec la mise en place de lois, ils ont pu élever leur niveau de vie et améliorer l'espérance de vie. En moyenne, un ouvrier en fabrique avait une espérance de vie de 35 ans, alors que les citoyens plus aisés pouvaient vivre jusqu'à 55 ans. (Seuls les ecclésiastiques qui bénéficiaient d'une situation privilégiée avaient une espérance de vie située à 64 ans.).

### Le travail des femmes et des enfants
Les travailleurs étant très mal payés, c'est souvent l’entier de la famille qui devait travailler en usine.
Par exemple, dans le canton de Zurich, en 1827, le nombre de travailleurs était de 1 450 hommes, 1 150 femmes et 2 400 enfants de moins de 16 ans. Les femmes étaient moins bien payées que les hommes et les enfants étaient les moins bien rémunérés.
Le 13 mars 1870, le parti socialiste suisse se crée. Il tente d’ajouter un article dans la Constitution fédérale pour que l'État fédéral puisse « édicter des lois sur l’occupation des enfants dans les fabriques », qui est refusé.
C’est seulement en 1874 que l’article suivant est accepté :

« Art.32. La confédération est autorisée à édicter des prescriptions uniques sur l'emploi des enfants et sur la durée du travail des adultes, dans les fabriques. Elle a également le droit d'émettre des prescriptions pour la protection des ouvriers contre les entreprises industrielles qui mettent en danger la santé et la sécurité des ouvriers. »

La différence majeure entre les deux articles est que le premier parle seulement des conditions des enfants tandis que le second aborde également la durée de travail des adultes. La première loi sur les fabriques est élaborée le 21 octobre 1877. La durée de travail fixée (maximum 11 heures par jour, 56 heures par semaine) les enfants de moins de 14 ans ne peuvent plus être ouvriers.
Cette loi n'était pas suffisante pour établir de bonnes conditions de travail : d’une part les horaires restaient très lourds, surtout qu'en 1895, les deux tiers des 4 933 entreprises soumises à cette loi utilisent la durée maximale autorisée. D'autre part, l'âge minimum est très bas et les entreprises ont tendance à employer davantage les enfants  car ils peuvent les payer moins cher.
L'éducation était obligatoire jusqu'à l'âge de 15 ans. Les enfants travaillaient pourtant dès l'âge de 14 ans. Voici le témoignage d'un jeune garçon embauché le jour de ses 14 ans dans une entreprise de filature : « Mon horaire de travail pour l'été 1883 était le suivant : de 6 heures à 7 heures et demie, la fabrique, de 8 heures à 11 heures, l'école ; de 11 heures et demie à midi, la fabrique; l'après-midi de 1 heure à 6 heures, la fabrique (...) Le chemin de l'école à la filature prenait un quart d'heure. »
Dans les trois filatures de la même entreprise il y avait 40 à 50 enfants scolarisés. Le combat pour avoir des horaires plus convenables a continué pendant des années.

### La protection des ouvriers
Dans certaines entreprises, la protection pose des problèmes. En effet, les ouvriers ne sont pas toujours assurés en cas d'accidents au travail. Ce n’est que le 1er janvier 1984 que cela devient obligatoire avec la loi sur l'assurance accident. Avant cette loi, non seulement les employés n’étaient pas assurés mais en plus aucune forme de prévention n'existait. Lorsque survenait un accident, leurs frais n'étaient pas pris en charge par l'entreprise.
Par exemple, l’entreprise Igéco Sa de Volketswil. Dans les années 1870, un témoin rapporte : « Ce qui dérange un peu, c’est le bruit… c’est la cause principale des nombreux changements d’ouvriers ». Les conditions étaient si mauvaises que beaucoup d'employés ne pouvaient plus physiquement survivre à la vie en entreprise. Il y avait alors un turn-over important. Ceci posait quand même des problèmes aux patrons, car quand quelqu'un partait, il fallait le remplacer. Bien que ce soit des travaux réalisables par beaucoup de monde, il fallait quand même que les nouvelles personnes s'habituent... Lorsque la direction a remarqué que la faible protection causait la perte de plusieurs ouvriers, elle a commencé à en mettre en place des systèmes de protections. Par exemple, ajouter «un appareil formé de deux écouteurs » pour la protection auditive. En outre, les conditions de travail se sont améliorées grâce à la présence d’inspecteurs de prévention.

### Les paysans ouvriers
Le terme  paysans ouvriers désignait les ouvriers qui exploitaient la terre avec l’aide de leur famille, à titre accessoire. Le principal revenu provenait du travail en usine. Il était très difficile de différencier les ouvriers qui vivaient uniquement de la terre de ceux qui ne vivaient que partiellement de l’agriculture. Les fabriques se regroupaient dans certaines zones. C’est pourquoi, parfois, les paysans ouvriers devaient faire de longs trajets.
En Suisse alémanique, on les appelait Rücksackbauern, car ils partaient avec leur sac à dos. Dès le début du XXe siècle, il y a eu moins de paysans ouvriers, car ils travaillaient de plus en plus en usine. Après la Seconde Guerre mondiale, on ne trouvait ces travailleurs quasiment plus qu’en Valais.

### Le travail à domicile
Il est relativement difficile de donner les critères de définition des ouvriers durant le XIXe siècle. En effet, une grande partie des ouvriers gagnaient de l’argent de différentes manières : certains ouvriers travaillaient à l'usine, d'autres vivaient de la terre en plus de travaux artisanaux faits à domicile. La plupart des ouvriers à domicile étaient des paysans qui travaillaient la terre mais qui ne pouvaient pas subvenir aux besoins de toute la famille avec les maigres revenus de l'agriculture. Ils complétaient donc leurs revenus grâce à des activités artisanales occasionnelles. Ces travaux faits à la maison étaient effectués par le père de famille mais surtout par la femme et les enfants. C’était l'industrie du coton qui employait le plus de travailleurs à domicile. En 1800, selon les estimations, il y avait plus de 100 000 fileuses et fileurs manuels. Le tissage manuel  atteint sa plus haute production après le milieu du XIXe siècle. La broderie, le tissage de la paille, le tissage de la soie, et de rubans étaient des sources importantes de travail. Il y a eu une augmentation continue jusqu’en 1860, où le nombre de travailleurs à domicile était de 150 000, puis ce nombre a diminué. L’horlogerie a également joué un rôle important dans l’offre de travail. Il y avait  environ  55 000 à 60 000 employés dans l’horlogerie vers 1870.
Ce remplacement du travail manuel a duré  de 1830 jusqu’à la fin du XIXe siècle, soit pendant presque toute la révolution industrielle. L’arrivée des nouvelles machines a impliqué  une centralisation de la production en fabrique. Ceci, pour la première fois, sépare le lieu de travail et l’habitat. De plus, le patron est au-dessus des travailleurs. Il est assez difficile de pouvoir donner des chiffres précis car le premier recensement systématique des ouvriers à domicile n’a commencé qu’en 1905. Il y avait 92 162 travailleurs à domicile, parmi ces travailleurs, environ 69 122 étaient des travailleuses. Les trois quarts de ces travailleurs étaient donc des femmes.
Les principales branches d’activités étaient : la broderie, avec 35 087 personnes, la soierie avec 22 454, l’horlogerie avec 12 071 et enfin l’habillement avec 9 221 personnes. D’après des témoignages de l’époque, il y aurait encore plus de travailleurs à domicile que le nombre qui a été recensé. S’il est vrai qu’un grand nombre d’ouvriers à domicile devaient travailler parce qu’ils manquaient de revenus, il est également vrai que d’autres vivaient relativement confortablement. Nous parlons par exemple des ouvriers de la broderie, de l’industrie horlogère et de la rubanerie.
À partir de 1900 les travailleurs à domicile étaient vus comme faisant partie d’un groupe social vivant dans des conditions très précaires. Travaillant chez eux, ils vivaient plutôt reclus, et étaient donc exclus des progrès des nouvelles lois sociales. De plus, ils n’avaient que très peu, voire aucune  autre qualification que celle de leurs branches. La communication posait un problème relativement important. Tout ceci faisait que ces travailleurs à domicile ne pouvaient pas vraiment s’adapter à la vie collective. Les nouvelles entreprises, et les nouvelles idéologies de travail n’avantageaient pas les travailleurs à domicile mais leur permettaient de pouvoir avoir un revenu même s’ils n’avaient pas de connaissances.

### Les syndicats
La Suisse du XIXe siècle connaît donc une industrie en plein accroissement, qui aboutit à un enrichissement certain. Cependant, ce développement économique ne se fait pas sans soulever la question de la répartition des richesses. En effet, ce développement profite surtout aux chefs et patrons d’entreprise, ce qui ne fait qu’augmenter le fossé les séparant des ouvriers. Ceux-ci sont contraints de travailler dans des conditions de travail extrêmement pénibles : jusqu’en 1850, entre 14 et 15 heures de travail sont réclamées à des ouvriers qui ne reçoivent en échange qu’un maigre salaire. Des enfants de sept ans sont engagés dans les usines et sont condamnés à accomplir des tâches ardues, et tout cela dans un espace à l'hygiène effroyable.
Les idées de Karl Marx, père du marxisme, qui affirmait que « l’émancipation des travailleurs doit être l’œuvre des travailleurs eux-mêmes », les idées socialistes montent en puissance dans la société. Les grèves se multiplient. Jusqu’alors, la résignation des ouvriers et le pouvoir inébranlable des patrons peuvent être expliqués par le manque de centralisation en Suisse. En effet, les usines étaient largement dispersées sur le territoire (contrairement aux autres pays européens), les regroupements entre ouvriers sont difficiles et il n’y a que très peu de liens entre eux. Les créations de syndicats ou les révoltes ne peuvent donc pas être réellement envisagées.
Les premiers militants apparaissent pourtant déjà en 1838 avec la société du Grütli, fondée par une trentaine d'ouvriers, employés de commerce et étudiants à Genève, puis d’autres groupes se créent. Mais c’est surtout l'Union syndicale suisse (USS), fondée en 1873 sous le nom de Fédération ouvrière suisse et rebaptisée en 1880, puis le Parti socialiste suisse, qui renforcent le mouvement de résistance du monde ouvrier.
En 1848, le canton de Glaris décrète pour la première fois des mesures sociales. Les conditions des ouvriers s’améliorent légèrement : on ne peut plus travailler plus de 13 heures par jour, les enfants de moins de 12 ans ne peuvent pas être contraints de travailler, l’hygiène et la sécurité des travailleurs progressent. Mais c’est en 1877 que la politique sociale connaît son premier véritable triomphe quand la population suisse accepte une loi protégeant les ouvriers. Désormais, les journées ne doivent pas dépasser 11 heures, les enfants de moins de 14 ans ne peuvent plus travailler, et la sécurité des ouvriers est renforcée pour les travaux dangereux. De plus, les fabriques peuvent être contrôlées. Cette loi n’est pas appréciée par les chefs d’entreprise. Dans le but d’inciter les Suisses à voter non contre la loi sur les fabriques, les patrons prétendent que cette loi met en péril, réduit et menace les libertés. Ces derniers voient leur pouvoir s’affaiblir de plus en plus. En effet, de 1850 à 1914, les salaires quadruplent, ce qui reste toutefois assez peu malgré cette nette augmentation. Face aux ridicules sommes d’indemnisation que reçoivent les victimes ou leur famille lors des nombreux accidents graves, tels que la perte d’une main ou d’un bras, ou des décès consécutifs à des chutes dans les usines, l’assurance maladie est introduite en 1912, même si celle-ci n’est pas obligatoire.

## Autres
Le fordisme (ou taylorisme) a permis a beaucoup de ces petits travailleurs isolés et non qualifiés de pouvoir vivre en leur donnant un travail facile, quoique répétitif. Le fordisme a ajouté le travail à la chaîne à l’idéologie de Taylor.
Le développement économique apporta également les grands magasins. Des supermarchés furent ouverts comme la Coop, qui existe encore de nos jours. Mais il faut attendre les années 1960 pour que le centre commercial fasse son apparition dans le pays.